# Ґрудункі
Ґрудункі (пол. Grudunki) — село в Польщі, у гміні Жевне Маковського повіту Мазовецького воєводства.
Населення — 82 особи (2011).
У 1975-1998 роках село належало до Остроленцького воєводства.

## Демографія
Демографічна структура станом на 31 березня 2011 року:
|          | Загалом | Допрацездатний вік | Працездатний вік | Постпрацездатний вік |
| -------- | ------- | ------------------ | ---------------- | -------------------- |
| Чоловіки | 41      | 11                 | 28               | 2                    |
| Жінки    | 41      | 8                  | 25               | 8                    |
| Разом    | 82      | 19                 | 53               | 10                   |